# Šmarna Gora
Šmarna Gora is een berg in het dal ten noorden van Ljubljana in Slovenië. De Šmarna Gora is slechts ongeveer 670 meter hoog en ligt 9 kilometer uit het stadscentrum van Ljubljana. De berg heeft twee toppen, een lagere met de naam Šmarna Gora en een top met de naam "Grmada" ("De brandstapel"). De naam "Brandstapel" is vermoedelijk ontstaan door de waarschuwingsvuren, die er werden ontstoken in geval van gevaar (bijvoorbeeld invallen).
Op de bergtop Šmarna Gora stond in de late middeleeuwen een versterking. Later werd de versterking een kerk gewijd aan de Maria Moeder van God. Tijdens de Turkse invallen deed de kerk dienst als toevluchtoord. De kerk op de Šmarna Gora is een populair bedevaartoord en toeristisch trekpleister voor wandelaars.
De Mariakerk van Šmarna Gora is de enige kerk in Slovenië die het luiden voor de noen niet om 12 uur begint, maar geruime tijd daarvoor. De overlevering verhaalt dat tijdens de dreiging van de Turken ooit per ongeluk te vroeg geluid werd voor de mis. Het kerkvolk kwam daardoor te vroeg en miste de aanval van de Turken op het dorp. Uit herinnering daaraan, luidt men steeds vroeger dan voorgeschreven. 
In Zavrh pod Šmarno Goro, aan de voet van de Šmarna Gora, werd in 1845 Jakob Aljaž geboren. Hij deed alter enige tijd dienst als pastoor van de bedevaartkerk op Šmarna Gora.